# Liste der Staatsoberhäupter 2014
Übersicht
◄◄ | ◄ | 2010 | 2011 | 2012 | 2013 | Liste der Staatsoberhäupter 2014 | 2015 | 2016 | 2017 | 2018 | ► | ►►

Weitere Ereignisse

## Afrika
- Ägypten
  - Staatsoberhaupt:
    - Präsident Adly Mansour (2013–8. Juni 2014) (kommissarisch)
    - Präsident Abd al-Fattah as-Sisi (seit 8. Juni 2014)

  - Regierungschef:
    - Ministerpräsident Hasim al-Beblawi (2013–1. März 2014) (kommissarisch)
    - Ministerpräsident Ibrahim Mahlab (1. März 2014–2015)
- Algerien
  - Staatsoberhaupt: Präsident Abd al-Aziz Bouteflika (1999–2019)
  - Regierungschef:
    - Ministerpräsident Abdelmalek Sellal (2012–13. März 2014, 2014–2017)
    - Ministerpräsident Youcef Yousfi (13. März 2014–28. April 2014)
    - Ministerpräsident Abdelmalek Sellal (2012–2014, 28. April 2014–2017)
- Angola
  - Staats- und Regierungschef: Präsident José Eduardo dos Santos (1979–2017)
- Äquatorialguinea
  - Staatsoberhaupt: Präsident Teodoro Obiang Nguema Mbasogo (seit 1979) (bis 1982 Vorsitzender des Obersten Militärrats)
  - Regierungschef: Premierminister Vicente Ehate Tomi (2012–2016)
- Äthiopien
  - Staatsoberhaupt: Präsident Mulatu Teschome (2013–2018)
  - Regierungschef: Ministerpräsident Hailemariam Desalegn (2012–2018)
- Benin
  - Staats- und Regierungschef: Präsident Boni Yayi (2006–2016)
- Botswana
  - Staats- und Regierungschef: Präsident Ian Khama (2008–2018)
- Burkina Faso
  - Staatsoberhaupt:
    - Präsident Blaise Compaoré (1987–31. Oktober 2014)
    - Präsident Honoré Traoré (31. Oktober 2014–1. November 2014)
    - Präsident Isaac Yacouba Zida (1. November 2014–16. November 2014) (Ministerpräsident 2014–2015, 2015–2016)
    - Präsident Michel Kafando (16. November 2014–2015) (kommissarisch)

  - Regierungschef:
    - Ministerpräsident Luc-Adolphe Tiao (2011–30. Oktober 2014)
    - Ministerpräsident Issac Yacouba Zida (22. November 2014–2015, 2015–2016) (kommissarisch) (Präsident 2014)
- Burundi
  - Staats- und Regierungschef: Präsident Pierre Nkurunziza (2005–2020)
- Dschibuti
  - Staatsoberhaupt: Präsident Ismail Omar Guelleh (seit 1999)
  - Regierungschef: Ministerpräsident Abdoulkader Kamil Mohamed (seit 2013)
- Elfenbeinküste
  - Staatsoberhaupt: Präsident Alassane Ouattara (seit 2010) (1990–1993 Ministerpräsident)
  - Regierungschef: Ministerpräsident Daniel Kablan Duncan (1993–1999, 2012–2017)
- Eritrea
  - Staats- und Regierungschef: Präsident Isayas Afewerki (seit 1993)
- Gabun
  - Staatsoberhaupt: Präsident Ali-Ben Bongo Ondimba (2009–2023)
  - Regierungschef:
    - Premierminister Raymond Ndong Sima (2012–24. Januar 2014, seit 2023)
    - Premierminister Daniel Ona Ondo (24. Januar 2014–2016)
- Gambia
  - Staats- und Regierungschef: Präsident Yahya Jammeh (1994–2017) (bis 1996 Vorsitzender des Provisorischen Regierungsrats der Armee)
- Ghana
  - Staats- und Regierungschef: Präsident John Dramani Mahama (2012–2017, seit 2025)
- Guinea
  - Staatsoberhaupt: Präsident Alpha Condé (2010–2021)
  - Regierungschef: Premierminister Mohamed Saïd Fofana (2010–2015)
- Guinea-Bissau
  - Staatsoberhaupt:
    - Präsident Manuel Serifo Nhamadjo (2012–23. Juni 2014) (kommissarisch)
    - Präsident José Mário Vaz (23. Juni 2014–2020)

  - Regierungschef:
    - Premierminister Rui Duarte de Barros (2012–4. Juli 2014, 2023–2025) (kommissarisch)
    - Premierminister Domingos Simões Pereira (4. Juli 2014–2015)
- Kamerun
  - Staatsoberhaupt: Präsident Paul Biya (seit 1982)
  - Regierungschef: Ministerpräsident Philémon Yang (2009–2019)
- Kap Verde
  - Staatsoberhaupt: Präsident Jorge Carlos Fonseca (2011–2021)
  - Regierungschef: Premierminister José Maria Neves (2001–2016) (seit 2021 Präsident)
- Kenia
  - Staats- und Regierungschef: Präsident Uhuru Kenyatta (2013–2022)
- Komoren
  - Staats- und Regierungschef: Präsident Ikililou Dhoinine (2011–2016)
- Demokratische Republik Kongo (bis 1964 Kongo-Léopoldville, 1964–1971 Demokratische Republik Kongo, 1971–1997 Zaïre)
  - Staatsoberhaupt: Präsident Joseph Kabila (2001–2019)
  - Regierungschef: Ministerpräsident Augustin Matata Ponyo (2012–2016)
- Republik Kongo (1960–1970 Kongo-Brazzaville; 1970–1992 Volksrepublik Kongo)
  - Staats- und Regierungschef: Präsident Denis Sassou-Nguesso (1979–1992, seit 1997)
- Lesotho
  - Staatsoberhaupt: König Letsie III. (1990–1995, seit 1996)
  - Regierungschef: Ministerpräsident Thomas Thabane (2012–2015, 2017–2020)
- Liberia
  - Staats- und Regierungschef: Präsidentin Ellen Johnson Sirleaf (2006–2018)
- Libyen
  - Staatsoberhaupt:
    - Präsident der Allgemeinen Nationalversammlung Nuri Busahmein (2013–4. August 2014)
    - Präsident des Abgeordnetenrates Abu Bakr Baira (4. August 2014–5. August 2014) (kommissarisch)
    - Präsident des Abgeordnetenrates Aguila Saleh Issa (seit 5. August 2014–2021)

  - Regierungschef:
    - Ministerpräsident Ali Seidan (2012–11. März 2014)
    - Ministerpräsident Abdullah Thenni (seit 11. März 2014–2021)
- Madagaskar
  - Staatsoberhaupt:
    - Präsident Andry Rajoelina (2009–25. Januar 2014, 2019–2023, seit 2023)
    - Präsident Hery Rajaonarimampianina (25. Januar 2014–2018)

  - Regierungschef:
    - Premierminister Omer Beriziky (2011–11. April 2014)
    - Premierminister Roger Kolo (11. April 2014–2015)
- Malawi
  - Staats- und Regierungschef:
    - Präsidentin Joyce Banda (2012–31. Mai 2014)
    - Präsident Peter Mutharika (31. Mai 2014–2020)
- Mali
  - Staatsoberhaupt: Präsident Ibrahim Boubacar Keïta (2013–2020)
  - Regierungschef:
    - Ministerpräsident Oumar Tatam Ly (2013–9. April 2014)
    - Ministerpräsident Moussa Mara (9. April 2014–2015)
- Marokko
  - Staatsoberhaupt: König Mohammed VI. (seit 1999)
  - Regierungschef: Ministerpräsident Abdelilah Benkirane (2011–2017)
- Mauretanien
  - Staatsoberhaupt: Präsident Mohamed Ould Abdel Aziz (2008–2009, 2009–2019)
  - Regierungschef:
    - Ministerpräsident Moulaye Ould Mohamed Laghdhaf (2008–20. August 2014)
    - Ministerpräsident Yahya Ould Hademine (21. August 2014–2018)
- Mauritius
  - Staatsoberhaupt: Präsident Kailash Purryag (2012–2015)
  - Regierungschef:
    - Premierminister Navin Ramgoolam (1995–2000, 2005–17. Dezember 2014, seit 2024)
    - Premierminister Anerood Jugnauth (1982–1995, 2000–2003, 17. Dezember 2014–2017) (2003–2012 Präsident)
- Mosambik
  - Staatsoberhaupt: Präsident Armando Guebuza (2005–2015)
  - Regierungschef: Premierminister Alberto Vaquina (2012–2015)
- Namibia
  - Staatsoberhaupt: Präsident Hifikepunye Pohamba (2005–2015)
  - Regierungschef: Premierminister Hage Geingob (1990–2002, 2012–2015) (2015–2024 Präsident)
- Niger
  - Staatsoberhaupt: Präsident Mahamadou Issoufou (2011–2021) (1993–1994 Ministerpräsident)
  - Regierungschef: Premierminister Brigi Rafini (2011–2021)
- Nigeria
  - Staats- und Regierungschef: Präsident Goodluck Jonathan (2010–2015)
- Ruanda
  - Staatsoberhaupt: Präsident Paul Kagame (seit 2000)
  - Regierungschef:
    - Premierminister Pierre Habumuremyi (2011–24. Juli 2014)
    - Premierminister Anastase Murekezi (24. Juli 2014–2017)
- Sambia
  - Staats- und Regierungschef:
    - Präsident Michael Sata (2011–28. Oktober 2014)
    - Präsident Guy Scott (29. Oktober 2014–2015) (kommissarisch)
- São Tomé und Príncipe
  - Staatsoberhaupt: Präsident Manuel Pinto da Costa (1975–1991, 2011–2016)
  - Regierungschef:
    - Premierminister Gabriel Arcanjo da Costa (2002, 2012–29. November 2014)
    - Premierminister Patrice Trovoada (2008, 2010–2012, 29. November 2014–2018, 2022–2025)
- Senegal
  - Staatsoberhaupt: Präsident Macky Sall (2012–2024) (2004–2007 Premierminister)
  - Regierungschef:
    - Premierministerin Aminata Touré (2013–8. Juli 2014)
    - Premierminister Mahammed Dionne (8. Juli 2014–2019)
- Seychellen
  - Staats- und Regierungschef: Präsident James Alix Michel (2004–2016)
- Sierra Leone
  - Staats- und Regierungschef: Präsident Ernest Koroma (2007–2018)
- Simbabwe
  - Staatsoberhaupt: Präsident Robert Mugabe (1987–2017) (1980–1987 Ministerpräsident)
- Somalia
  - Staatsoberhaupt: Präsident Hassan Sheikh Mohamud (2012–2017, seit 2022)
  - Regierungschef:
    - Ministerpräsident Abdiweli Sheikh Ahmed (2013–6. Dezember 2014)
    - Ministerpräsident Omar Abdirashid Ali Sharmarke (24. Dezember 2014–2017)

  - Somaliland (international nicht anerkannt)
    - Staats- und Regierungschef: Präsident Ahmed Mohammed Mahamoud Silanyo (seit 2010)
- Südafrika
  - Staats- und Regierungschef: Präsident Jacob Zuma (2009–2018)
- Sudan
  - Staats- und Regierungschef: Präsident Umar al-Baschir (1989–2019)
- Südsudan
  - Staats- und Regierungschef: Präsident Salva Kiir Mayardit (seit 2011)
- Swasiland
  - Staatsoberhaupt: König Mswati III. (seit 1986)
  - Regierungschef: Premierminister Barnabas Sibusiso Dlamini (1996–2003, 2008–2018)
- Tansania
  - Staatsoberhaupt: Präsident Jakaya Kikwete (2005–2015)
  - Regierungschef: Ministerpräsident Mizengo Pinda (2008–2015)
- Togo
  - Staatsoberhaupt: Präsident Faure Gnassingbé (2005, 2005–2025) (seit 2025 Premierminister)
  - Regierungschef: Premierminister Kwesi Ahoomey-Zunu (2012–2015)
- Tschad
  - Staatsoberhaupt: Präsident Idriss Déby (1990–2021)
  - Regierungschef: Ministerpräsident Kalzeubé Pahimi Deubet (2013–2016)
- Tunesien
  - Staatsoberhaupt:
    - Präsident Moncef Marzouki (2011–31. Dezember 2014)
    - Präsident Beji Caid Essebsi (31. Dezember 2014–2019)

  - Regierungschef:
    - Ministerpräsident Ali Larajedh (2013–9. Januar 2014)
    - Ministerpräsident Mehdi Jomaâ (9. Januar 2014–2015) (kommissarisch)
- Uganda
  - Staatsoberhaupt: Präsident Yoweri Museveni (seit 1986)
  - Regierungschef:
    - Ministerpräsident Amama Mbabazi (2011–18. September 2014)
    - Ministerpräsident Ruhakana Rugunda (seit 18. September 2014–2021)
- Westsahara (umstritten)
  - Staatsoberhaupt: Präsident Mohamed Abdelaziz (1976–2016) (im Exil)
  - Regierungschef: Ministerpräsident Abdelkader Taleb Oumar (2003–2018) (im Exil)
- Zentralafrikanische Republik
  - Staatsoberhaupt:
    - Präsident Michel Djotodia (2013–10. Januar 2014)
    - Präsident Alexandre-Ferdinand Nguendet (10. Januar 2014–23. Januar 2014) (kommissarisch)
    - Präsidentin Catherine Samba-Panza (23. Januar 2014–2016)

  - Regierungschef:
    - Ministerpräsident Nicolas Tiangaye (2013–10. Januar 2014)
    - Ministerpräsident André Nzapayeké (25. Januar 2014–10. August 2014)
    - Ministerpräsident Mahamat Kamoun (seit 10. August 2014–2016)

## Amerika

### Nordamerika
- Kanada
  - Staatsoberhaupt: Königin Elisabeth II. (1952–2022)
    - Generalgouverneur: David Johnston (2010–2017)

  - Regierungschef: Premierminister Stephen Harper (2006–2015)
- Mexiko
  - Staats- und Regierungschef: Präsident Enrique Peña Nieto (2012–2018)
- Vereinigte Staaten von Amerika
  - Staats- und Regierungschef: Präsident Barack Obama (2009–2017)

### Mittelamerika
- Antigua und Barbuda
  - Staatsoberhaupt: Königin Elisabeth II. (1981–2022)
    - Generalgouverneur/-in:
      - Louise Lake-Tack (2007–14. August 2014)
      - Rodney Williams (seit 14. August 2014)

  - Regierungschef:
    - Premierminister Baldwin Spencer (2004–13. Juni 2014)
    - Premierminister Gaston Browne (seit 13. Juni 2014)
- Bahamas
  - Staatsoberhaupt: Königin Elisabeth II. (1973–2022)
    - Generalgouverneur/-in:
      - Arthur Foulkes (2010–8. Juli 2014)
      - Marguerite Pindling (8. Juli 2014–2019)

  - Regierungschef: Premierminister Perry Christie (2002–2007, 2012–2017)
- Barbados
  - Staatsoberhaupt: Königin Elisabeth II. (1966–2021)
    - Generalgouverneur: Elliot Belgrave (2011–2012, 2012–2017)

  - Regierungschef: Premierminister Freundel Stuart (2010–2018)
- Belize
  - Staatsoberhaupt: Königin Elisabeth II. (1981–2022)
    - Generalgouverneur: Colville Young (1993–2021)

  - Regierungschef: Premierminister Dean Barrow (2008–2020)
- Costa Rica
  - Staats- und Regierungschef:
    - Präsidentin Laura Chinchilla (2010–8. Mai 2014)
    - Präsident Luis Guillermo Solís (8. Mai 2014–2018)
- Dominica
  - Staatsoberhaupt: Präsident Charles Savarin (2013–2023)
  - Regierungschef: Premierminister Roosevelt Skerrit (seit 2004)
- Dominikanische Republik
  - Staats- und Regierungschef: Präsident Danilo Medina (2012–2020)
- El Salvador
  - Staats- und Regierungschef:
    - Präsident Mauricio Funes (2009–1. Juni 2014)
    - Präsident Salvador Sánchez Cerén (1. Juni 2014–2019)
- Grenada
  - Staatsoberhaupt: Königin Elisabeth II. (1974–2022)
    - Generalgouverneurin: Cécile La Grenade (seit 2013)

  - Regierungschef: Ministerpräsident Keith Mitchell (1995–2008, 2013–2022)
- Guatemala
  - Staats- und Regierungschef: Präsident Otto Pérez Molina (2012–2015)
- Haiti
  - Staatsoberhaupt: Präsident Michel Martelly (2011–2016)
  - Regierungschef:
    - Ministerpräsident Laurent Lamothe (2012–20. Dezember 2014)
    - Ministerpräsidentin Florence Duperval Guillaume (20. Dezember 2014–2015) (kommissarisch)
- Honduras
  - Staats- und Regierungschef:
    - Präsident Porfirio Lobo Sosa (2010–27. Januar 2014)
    - Präsident Juan Orlando Hernández (27. Januar 2014–2022)
- Jamaika
  - Staatsoberhaupt: Königin Elisabeth II. (1962–2022)
    - Generalgouverneur: Patrick Allen (seit 2009)

  - Regierungschef: Ministerpräsidentin Portia Simpson Miller (2006–2007, 2012–2016)
- Kuba
  - Staatsoberhaupt und Regierungschef: Präsident des Staatsrats und des Ministerrats Raúl Castro (2006–2018) (bis 2008 kommissarisch)
- Nicaragua
  - Staats- und Regierungschef: Präsident Daniel Ortega (1985–1990, seit 2007) (1979–1985 Mitglied der Regierungsjunta des nationalen Wiederaufbaus)
- Panama
  - Staats- und Regierungschef:
    - Präsident Ricardo Martinelli (2009–1. Juli 2014)
    - Präsident Juan Carlos Varela (1. Juli 2014–2019)
- St. Kitts und Nevis
  - Staatsoberhaupt: Königin Elisabeth II. (1983–2022)
    - Generalgouverneur: Edmund Lawrence (2013–2015)

  - Regierungschef: Ministerpräsident Denzil Douglas (1995–2015)
- St. Lucia
  - Staatsoberhaupt: Königin Elisabeth II. (1979–2022)
    - Generalgouverneurin: Dame Pearlette Louisy (1997–2017)

  - Regierungschef: Ministerpräsident Kenneth Anthony (1997–2006, 2011–2016)
- St. Vincent und die Grenadinen
  - Staatsoberhaupt: Königin Elisabeth II. (1979–2022)
    - Generalgouverneur: Frederick Ballantyne (2002–2019)

  - Regierungschef: Ministerpräsident Ralph Gonsalves (seit 2001)
- Trinidad und Tobago
  - Staatsoberhaupt: Präsident Anthony Carmona (2013–2018)
  - Regierungschef: Premierministerin Kamla Persad-Bissessar (2010–2015, seit 2025)

### Südamerika
- Argentinien
  - Staats- und Regierungschef: Präsidentin Cristina Fernández de Kirchner (2007–2015)
- Bolivien
  - Staats- und Regierungschef: Präsident Evo Morales (2006–2019)
- Brasilien
  - Staats- und Regierungschef: Präsidentin Dilma Rousseff (2011–2016)
- Chile
  - Staats- und Regierungschef:
    - Präsident Sebastián Piñera (2010–11. März 2014)
    - Präsidentin Michelle Bachelet (2006–2010, 11. März 2014–2018)
- Ecuador
  - Staats- und Regierungschef: Präsident Rafael Correa (2007–2017)
- Guyana
  - Staatsoberhaupt: Präsident Donald Ramotar (2011–2015)
  - Regierungschef: Ministerpräsident Sam Hinds (1992–1997, 1997–1999, 1999–2015) (1997 Präsident)
- Kolumbien
  - Staats- und Regierungschef: Präsident Juan Manuel Santos (2010–2018)
- Paraguay
  - Staats- und Regierungschef: Präsident Horacio Cartes (2013–2018)
- Peru
  - Staatsoberhaupt: Präsident Ollanta Humala (2011–2016)
  - Regierungschef:
    - Ministerpräsident César Villanueva (2013–24. Februar 2014, 2018–2019)
    - Ministerpräsident René Cornejo (24. Februar 2014–22. Juli 2014)
    - Ministerpräsidentin Ana Jara (22. Juli 2014–2015)
- Suriname
  - Staats- und Regierungschef: Präsident Dési Bouterse (1980, 1982, 2010–2020)
  - Regierungschef: Vizepräsident Robert Ameerali (2010–2015)
- Uruguay
  - Staats- und Regierungschef: Präsident José Mujica (2010–2015)
- Venezuela
  - Staats- und Regierungschef: Präsident Nicolás Maduro (seit 2013)

## Asien

### Ost-, Süd- und Südostasien
- Bangladesch
  - Staatsoberhaupt: Präsident Abdul Hamid (2013–2023)
  - Regierungschef: Premierministerin Hasina Wajed (1996–2001, 2009–2024)
- Bhutan
  - Staatsoberhaupt: König Jigme Khesar Namgyel Wangchuck (seit 2006)
  - Regierungschef: Ministerpräsident Tshering Tobgay (2013–2018, seit 2024)
- Brunei
  - Staats- und Regierungschef: Sultan Hassanal Bolkiah (seit 1967)
- Republik China (Taiwan)
  - Staatsoberhaupt: Präsident Ma Ying-jeou (2008–2016)
  - Regierungschef:
    - Ministerpräsident Jiang Yi-huah (2013–4. Dezember 2014)
    - Ministerpräsident Mao Chi-kuo (seit 4. Dezember 2014–2016)
- Volksrepublik China
  - Staatsoberhaupt: Präsident Xi Jinping (seit 2013)
  - Regierungschef: Ministerpräsident Li Keqiang (2013–2023)
- Indien
  - Staatsoberhaupt: Präsident Pranab Mukherjee (2012–2017)
  - Regierungschef:
    - Premierminister Manmohan Singh (2004–26. Mai 2014)
    - Premierminister Narendra Modi (seit 26. Mai 2014)
- Indonesien
  - Staatsoberhaupt und Regierungschef:
    - Präsident Susilo Bambang Yudhoyono (2004–20. Oktober 2014)
    - Präsident Joko Widodo (20. Oktober 2014–2024)
- Japan
  - Staatsoberhaupt: Kaiser Akihito (1989–2019)
  - Regierungschef: Premierminister Shinzō Abe (2006–2007, 2012–2020)
- Kambodscha
  - Staatsoberhaupt: König Norodom Sihamoni (seit 2004)
  - Regierungschef: Premierminister Hun Sen (1985–2023)
- Nordkorea
  - De-facto-Herrscher: Kim Jong-un (seit 2012)
  - Staatsoberhaupt: Vorsitzender des Präsidiums der Obersten Volksversammlung: Kim Yong-nam (1998–2019)
  - Regierungschef: Ministerpräsident Pak Pong-ju (2003–2007, 2013–2019)
- Südkorea
  - Staatsoberhaupt: Präsidentin Park Geun-hye (2013–2017)
  - Regierungschef: Ministerpräsident Jung Hong-won (2013–2015)
- Laos
  - Staatsoberhaupt: Präsident Choummaly Sayasone (2006–2016)
  - Regierungschef: Premierminister Thongsing Thammavong (2010–2016)
- Malaysia
  - Staatsoberhaupt: Oberster Herrscher Abdul Halim Mu’adzam Shah (2011–2016)
  - Regierungschef: Ministerpräsident Najib Razak (2009–2018)
- Malediven
  - Staats- und Regierungschef: Präsident Abdulla Yameen (2013–2018)
- Myanmar
  - Staats- und Regierungschef: Präsident Thein Sein (2011–2016) (2007–2011 Ministerpräsident)
- Nepal
  - Staatsoberhaupt: Präsident Ram Baran Yadav (2008–2015)
  - Regierungschef:
    - Premierminister Khil Raj Regmi (2013–11. Februar 2014) (kommissarisch)
    - Premierminister Sushil Koirala (11. Februar 2014–2015)
- Osttimor
  - Staatsoberhaupt: Präsident Taur Matan Ruak (2012–2017) (2018–2023 Premierminister)
  - Regierungschef: Premierminister Xanana Gusmão (2007–2015, seit 2023) (2002–2007 Präsident)
- Pakistan
  - Staatsoberhaupt: Präsident Mamnoon Hussain (2013–2018)
  - Regierungschef: Ministerpräsident Nawaz Sharif (1990–1993, 1997–1999, 2013–2017)
- Philippinen
  - Staats- und Regierungschef: Präsident Benigno Aquino III. (2010–2016)
- Singapur
  - Staatsoberhaupt: Präsident Tony Tan Keng Yam (2011–2017)
  - Regierungschef: Premierminister Lee Hsien Loong (2004–2024)
- Sri Lanka
  - Staatsoberhaupt: Präsident Mahinda Rajapaksa (2005–2015) (2004–2005, 2018, 2019–2022 Premierminister)
  - Regierungschef: Premierminister D. M. Jayaratne (2010–2015)
- Thailand
  - Staatsoberhaupt: König Rama IX. Bhumibol Adulyadej (1946–2016)
  - Regierungschef:
    - Ministerpräsidentin Yingluck Shinawatra (2011–7. Mai 2014)
    - Ministerpräsident Niwatthamrong Boonsongphaisan (7. Mai 2014–22. Mai 2014) (kommissarisch)
    - Ministerpräsident Prayuth Chan-ocha (23. Mai 2014–2022, 2022–2023)
- Vietnam
  - Staatsoberhaupt: Präsident Trương Tấn Sang (2011–2016)
  - Regierungschef: Premierminister Nguyễn Tấn Dũng (2006–2016)

### Vorderasien
- Armenien
  - Staatsoberhaupt: Präsident Sersch Sargsjan (2008–2018) (2007–2008 und 2018 Ministerpräsident)
  - Regierungschef:
    - Ministerpräsident Tigran Sargsjan (2008–13. April 2014)
    - Ministerpräsident Howik Abrahamjan (13. April 2014–2016)
- Aserbaidschan
  - Staatsoberhaupt: Präsident İlham Əliyev (seit 2003)
  - Regierungschef: Ministerpräsident Artur Rasizadə (1996–2003, 2003–2018)
  - Bergkarabach (international nicht anerkannt)
    - Staatsoberhaupt: Präsident Bako Sahakjan (2007–2020)
    - Regierungschef: Ministerpräsident Arajik Harutjunjan (2007–2017)
- Bahrain
  - Staatsoberhaupt: König Hamad bin Isa Al Chalifa (seit 1999) (bis 2002 Emir)
  - Regierungschef: Ministerpräsident Chalifa ibn Salman Al Chalifa (1971–2020)
- Georgien
  - Staatsoberhaupt: Präsident Giorgi Margwelaschwili (2013–2018)
  - Regierungschef: Ministerpräsident Irakli Gharibaschwili (2013–2015, 2021–2024)
  - Abchasien (international nicht anerkannt)
    - Staatsoberhaupt:
      - Präsident Alexander Ankwab (2011–1. Juni 2014) (2005–2010, seit 2020 Ministerpräsident)
      - Präsident Waleri Bganba (1. Juni 2014–25. September 2014) (kommissarisch) (2018–2020 Ministerpräsident)
      - Präsident Raul Chadschimba (25. September 2014–2020)

    - Regierungschef:
      - Ministerpräsident Leonid Lakerbaja (2011–2. Juni 2014)
      - Ministerpräsident Wladimir Delba (2. Juni 2014–29. September 2014) (kommissarisch)
      - Ministerpräsident Beslan Butba (29. September 2014–2015)

  - Südossetien (international nicht anerkannt)
    - Staatsoberhaupt: Präsident Leonid Tibilow (2012–2017)
    - Regierungschef:
      - Ministerpräsident Rostislaw Chugajew (2012–20. Januar 2014)
      - Ministerpräsident Domenti Kulumbegow (20. Januar 2014–2017)
- Irak
  - Staatsoberhaupt:
    - Präsident Dschalal Talabani (2005–24. Juli 2014)
    - Präsident Fuad Masum (24. Juli 2014–2018)

  - Regierungschef:
    - Ministerpräsident Nuri al-Maliki (2006–8. September 2014)
    - Ministerpräsident Haider al-Abadi (8. September 2014–2018)
- Iran
  - Religiöses Oberhaupt: Oberster Rechtsgelehrter Ali Chamene’i (seit 1989) (1981–1989 Ministerpräsident)
  - Regierungschef: Präsident Hassan Rohani (2013–2021)
- Israel
  - Staatsoberhaupt:
    - Präsident Schimon Peres (2007–24. Juli 2014) (1977, 1984–1986, 1995–1996 Ministerpräsident)
    - Präsident Reuven Rivlin (24. Juli 2014–2021)

  - Regierungschef: Ministerpräsident Benjamin Netanjahu (1996–1999, 2009–2021, seit 2022)
- Jemen
  - Staatsoberhaupt: Präsident Abed Rabbo Mansur Hadi (2012–2022)
  - Regierungschef:
    - Ministerpräsident Mohammed Basindawa (2011–24. September 2014)
    - Ministerpräsident Abdullah Mohsen al-Akwa (24. September 2014–9. November 2014) (kommissarisch)
    - Ministerpräsident Chalid Bahah (9. November 2014–2016)
- Jordanien
  - Staatsoberhaupt: König Abdullah II. (seit 1999)
  - Regierungschef: Ministerpräsident Abdullah Ensour (2012–2016)
- Katar
  - Staatsoberhaupt: Emir Tamim bin Hamad Al Thani (seit 2013)
  - Regierungschef: Ministerpräsident Abdullah bin Nasser bin Chalifa Al Thani (2013–2020)
- Kuwait
  - Staatsoberhaupt: Emir Sabah al-Ahmad al-Dschabir as-Sabah (2006–2020) (2003–2006 Ministerpräsident)
  - Regierungschef: Ministerpräsident Dschabir Mubarak al-Hamad as-Sabah (2011–2019)
- Libanon
  - Staatsoberhaupt:
    - Präsident Michel Sulaiman (2008–25. Mai 2014)
    - vakant (25. Mai 2014–2016)

  - Regierungschef:
    - Ministerpräsident Nadschib Miqati (2005, 2011–15. Februar 2014, 2021–2025) (2022–2025 Staatsoberhaupt)
    - Ministerpräsident Tammam Salam (seit 15. Februar 2014–2016)
- Oman
  - Staats- und Regierungschef: Sultan Qabus ibn Said (1970–2020)
- Palästinensische Autonomiegebiete
  - Staatsoberhaupt: Präsident Mahmud Abbas (seit 2005) (2003 Ministerpräsident)
  - Regierungschef: Ministerpräsident Rami Hamdallah (2013–2019) (regierte de facto nur in Westjordanland)
- Saudi-Arabien
  - Staats- und Regierungschef: König Abdullah ibn Abd al-Aziz (2005–2015)
- Syrien
  - Staatsoberhaupt: Präsident Baschar al-Assad (2000–2024)
  - Regierungschef: Ministerpräsident Wael al-Halki (2012–2016)
- Türkei
  - Staatsoberhaupt:
    - Präsident Abdullah Gül (2007–28. August 2014) (2002–2003 Ministerpräsident)
    - Präsident Recep Tayyip Erdoğan (seit 28. August 2014) (2003–2014 Ministerpräsident)

  - Regierungschef:
    - Ministerpräsident Recep Tayyip Erdoğan (2003–28. August 2014) (seit 2014 Präsident)
    - Ministerpräsident Ahmet Davutoğlu (seit 28. August 2014–2016)
- Vereinigte Arabische Emirate
  - Staatsoberhaupt: Präsident Chalifa bin Zayid Al Nahyan (2004–2022) (2004–2022 Emir von Abu Dhabi)
  - Regierungschef: Ministerpräsident Muhammad bin Raschid Al Maktum (seit 2006) (seit 2006 Emir von Dubai)

### Zentralasien
- Afghanistan
  - Staatsoberhaupt:
    - Präsident Hamid Karzai (2001–29. September 2014)
    - Präsident Aschraf Ghani Ahmadsai (seit 29. September 2014–2021)

  - Regierungschef: Geschäftsführer Abdullah Abdullah (seit 29. September 2014–2020)
- Kasachstan
  - Staatsoberhaupt: Präsident Kasachstans#Liste der kasachischen Präsidenten Nursultan Nasarbajew (1991–2019)
  - Regierungschef:
    - Ministerpräsident Serik Achmetow (2012–2. April 2014)
    - Ministerpräsident Kärim Mässimow (2007–2012, seit 2. April 2014–2016)
- Kirgisistan
  - Staatsoberhaupt: Präsident Almasbek Atambajew (2011–2017) (2007, 2010–2011 Ministerpräsident)
  - Regierungschef:
    - Ministerpräsident Dschantörö Satybaldijew (2012–26. März 2014)
    - Ministerpräsident Joomart Otorbajew (26. März 2014–2015) (bis 3. April 2014 kommissarisch)
- Mongolei
  - Staatsoberhaupt: Präsident Tsachiagiin Elbegdordsch (2009–2017) (1998, 2004–2006 Ministerpräsident)
  - Regierungschef:
    - Ministerpräsident Norowyn Altanchujag (2009, 2012–5. November 2014)
    - Ministerpräsident Dendewiin Terbischdagwa (kommissarisch) (5. November 2014–21. November 2014)
    - Ministerpräsident Tschimediin Saichanbileg (21. November 2014–2016)
- Tadschikistan
  - Staatsoberhaupt: Präsident Emomalij Rahmon (seit 1992)
  - Regierungschef: Ministerpräsident Kochir Rasulsoda (seit 2013)
- Turkmenistan
  - Staats- und Regierungschef: Präsident Gurbanguly Berdimuhamedow (2006–2022) (2006–2007 kommissarisch)
- Usbekistan
  - Staatsoberhaupt: Präsident Islom Karimov (1991–2016)
  - Regierungschef: Ministerpräsident Shavkat Mirziyoyev (2003–2016) (seit 2016 Präsident)

## Australien und Ozeanien
- Australien
  - Staatsoberhaupt: Königin Elisabeth II. (1952–2022)
    - Generalgouverneur/-in:
      - Quentin Bryce (2008–28. März 2014)
      - Peter Cosgrove (28. März 2014–2019)

  - Regierungschef: Premierminister Tony Abbott (2013–2015)
- Cookinseln (unabhängiger Staat in freier Assoziierung mit Neuseeland)
  - Staatsoberhaupt: Königin Elisabeth II. (1965–2022)
    - Queen’s Representative: Tom Marsters (seit 2013)

  - Regierungschef: Premierminister Henry Puna (seit 2010)
- Fidschi
  - Staatsoberhaupt: Präsident Epeli Nailatikau (2009–2015)
  - Regierungschef: Premierminister Frank Bainimarama (2007–2022) (2000, 2006–2007 Staatsoberhaupt)
- Kiribati
  - Staats- und Regierungschef: Präsident Anote Tong (2003–2016)
- Marshallinseln
  - Staats- und Regierungschef: Präsident Christopher Loeak (2012–2016)
- Mikronesien
  - Staats- und Regierungschef: Präsident Manny Mori (2007–2015)
- Nauru
  - Staats- und Regierungschef: Präsident Baron Waqa (2013–2019)
- Neuseeland
  - Staatsoberhaupt: Königin Elisabeth II. (1952–2022)
    - Generalgouverneur: Jerry Mateparae (seit 2011)

  - Regierungschef: Premierminister John Key (seit 2008)
- Niue (unabhängiger Staat in freier Assoziierung mit Neuseeland)
  - Staatsoberhaupt: Königin Elisabeth II. (1974–2022)
    - Queen’s Representative: Generalgouverneur von Neuseeland

  - Regierungschef: Premierminister Toke Talagi (seit 2008)
- Palau
  - Staats- und Regierungschef: Präsident Tommy Remengesau (2001–2009, 2013–2021)
- Papua-Neuguinea
  - Staatsoberhaupt: Königin Elisabeth II. (1975–2022)
    - Generalgouverneur: Michael Ogio (2010–2017)

  - Regierungschef: Ministerpräsident Peter O’Neill (2011–2019)
- Salomonen
  - Staatsoberhaupt: Königin Elisabeth II. (1978–2022)
    - Generalgouverneur: Frank Kabui (2009–2019)

  - Regierungschef:
    - Premierminister Gordon Darcy Lilo (2011–9. Dezember 2014)
    - Premierminister Manasseh Sogavare (2000–2001, 2006–2007, 9. Dezember 2014–2017, 2019–2024)
- Samoa
  - Staatsoberhaupt: O le Ao o le Malo Tupuola Taisi Tufuga Efi (2007–2017) (1976–1982 Premierminister)
  - Regierungschef: Premierminister Sailele Tuilaʻepa Malielegaoi (1998–2021)
- Tonga
  - Staatsoberhaupt: König Tupou VI. (seit 2012) (2000–2006 Premierminister)
  - Regierungschef:
    - Premierminister Sialeʻataongo Tuʻivakanō (2010–30. Dezember 2014)
    - Premierminister ʻAkilisi Pohiva (30. Dezember 2014–2019)
- Tuvalu
  - Staatsoberhaupt: Königin Elisabeth II. (1978–2022)
    - Generalgouverneur: Iakoba Italeli (seit 2010)

  - Regierungschef: Ministerpräsident Enele Sopoaga (2013–2019)
- Vanuatu
  - Staatsoberhaupt:
    - Präsident Iolu Abil (2009–2. September 2014)
    - Präsident Philip Boedoro (2. September–22. September 2014) (kommissarisch)
    - Präsident Baldwin Lonsdale (22. September 2014–2017)

  - Regierungschef:
    - Premierminister Moana Carcasses Kalosil (2013–15. Mai 2014)
    - Premierminister Joe Natuman (15. Mai 2014–2015)

## Europa
- Albanien
  - Staatsoberhaupt: Präsident Bujar Nishani (2012–2017)
  - Regierungschef: Ministerpräsident Edi Rama (seit 2013)
- Andorra
  - Kofürsten:
    - Staatspräsident von Frankreich François Hollande (2012–2017)
      - Persönliche Repräsentantin: Sylvie Hubac (2012–2015)

    - Bischof von Urgell Joan Enric Vives i Sicília (2003–2025)
      - Persönlicher Repräsentant: Josep Maria Mauri (2010–2023)

  - Regierungschef: Regierungspräsident Antoni Martí Petit (2011–2015, 2015–2019)
- Belgien
  - Staatsoberhaupt: König Philippe (seit 2013)
  - Regierungschef:
    - Ministerpräsident Elio Di Rupo (2011–11. Oktober 2014)
    - Ministerpräsident Charles Michel (11. Oktober 2014–2019)
- Bosnien und Herzegowina
  - Hoher Repräsentant für Bosnien und Herzegowina: Valentin Inzko (2009–2021)
  - Staatsoberhaupt:
    - Vorsitzender des Staatspräsidiums Željko Komšić (2007–2008, 2009–2010, 2011–2012, 2013–10. März 2014, 2019–2020, 2021–2022, 2023–2024, seit 2025)
    - Vorsitzender des Staatspräsidiums Bakir Izetbegović (2012, 10. März 2014–17. November 2014, 2016)
    - Vorsitzender des Staatspräsidiums Mladen Ivanić (17. November 2014–2015, 2016–2017)

  - Staatspräsidium:
    - Bosniaken: Bakir Izetbegović (2010–2018)
    - Kroaten:
      - Željko Komšić (2006–17. November 2014, seit 2018)
      - Dragan Čović (2002–2005, 17. November 2014–2018)

    - Serben:
      - Nebojša Radmanović (2006–17. November 2014)
      - Mladen Ivanić (17. November 2014–2018)

  - Regierungschef: Ministerpräsident Vjekoslav Bevanda (2012–2015)
- Bulgarien
  - Staatsoberhaupt: Präsident Rossen Plewneliew (2012–2017)
  - Regierungschef:
    - Ministerpräsident Plamen Orescharski (2013–5. August 2014)
    - Ministerpräsident Georgi Blisnaschki (5. August 2014–7. November 2014) (kommissarisch)
    - Ministerpräsident Bojko Borissow (2009–2013, seit 7. November 2014–2017, 2017–2021)
- Dänemark
  - Staatsoberhaupt: Königin Margrethe II. (1972–2024)
  - Regierungschef: Ministerpräsidentin Helle Thorning-Schmidt (2011–2015)
  - Färöer (politisch selbstverwalteter und autonomer Bestandteil des Königreichs Dänemark)
    - Vertreter der dänischen Regierung: Reichsombudmann Dan Michael Knudsen (seit 2008)
    - Regierungschef: Ministerpräsident Kaj Leo Johannesen (2008–2015)

  - Grönland (politisch selbstverwalteter und autonomer Bestandteil des Königreichs Dänemark)
    - Vertreter der dänischen Regierung: Reichsombudsfrau Mikaela Engell (2011–2022)
    - Regierungschef:
      - Ministerpräsidentin Aleqa Hammond (seit 2013–12. Dezember 2014)
      - Ministerpräsident Kim Kielsen (seit 1. Oktober 2014–2021) (bis 12. Dezember 2014 kommissarisch)
- Deutschland
  - Staatsoberhaupt: Bundespräsident Joachim Gauck (2012–2017)
  - Regierungschef: Bundeskanzlerin Angela Merkel (2005–2021)
- Estland
  - Staatsoberhaupt: Präsident Toomas Hendrik Ilves (2006–2016)
  - Regierungschef:
    - Ministerpräsident Andrus Ansip (2005–26. März 2014)
    - Ministerpräsident: Taavi Rõivas (26. März 2014–2016)
- Finnland
  - Staatsoberhaupt: Präsident Sauli Niinistö (2012–2024)
  - Regierungschef:
    - Ministerpräsident Jyrki Katainen (2011–24. Juni 2014)
    - Ministerpräsident Alexander Stubb (24. Juni 2014–2015) (seit 2024 Präsident)
- Frankreich
  - Staatsoberhaupt: Präsident François Hollande (2012–2017)
  - Regierungschef:
    - Premierminister Jean-Marc Ayrault (2012–1. April 2014)
    - Premierminister Manuel Valls (1. April 2014–2016)
- Griechenland
  - Staatsoberhaupt: Präsident Karolos Papoulias (2005–2015)
  - Regierungschef: Ministerpräsident Andonis Samaras (2012–2015)
- Irland
  - Staatsoberhaupt: Präsident Michael D. Higgins (seit 2011)
  - Regierungschef: Taoiseach Enda Kenny (2011–2017)
- Island
  - Staatsoberhaupt: Präsident Ólafur Ragnar Grímsson (1996–2016)
  - Regierungschef: Ministerpräsident Sigmundur Davíð Gunnlaugsson (2013–2016)
- Italien
  - Staatsoberhaupt: Präsident Giorgio Napolitano (2006–2015)
  - Regierungschef:
    - Ministerpräsident Enrico Letta (2013–22. Februar 2014)
    - Ministerpräsident Matteo Renzi (22. Februar 2014–2016)
- Kanalinseln[1]
  - Guernsey
    - Staatsoberhaupt: Herzogin Elisabeth II. (1952–2022)
      - Vizegouverneur: Peter Walker (2011–2015)

    - Regierungschef:
      - Chief Minister Peter Harwood (2012–12. März 2014)
      - Chief Minister Jonathan Le Tocq (12. März 2014–2016)

  - Jersey
    - Staatsoberhaupt: Herzogin Elisabeth II. (1952–2022)
      - Vizegouverneur: John McColl (2011–2016)

    - Regierungschef: Chief Minister Ian Gorst (2011–2018)
- Kosovo (seit 2008 unabhängig, international nicht anerkannt)
  - Präsidentin Atifete Jahjaga (2011–2016)
  - Regierungschef:
    - Ministerpräsident Hashim Thaçi (2008–9. Dezember 2014) (seit 2016 Präsident)
    - Ministerpräsident Isa Mustafa (9. Dezember 2014–2017)
- Kroatien
  - Staatsoberhaupt: Präsident Ivo Josipović (2010–2015)
  - Regierungschef: Regierungspräsident Zoran Milanović (2011–2016)
- Lettland
  - Staatsoberhaupt: Präsident Andris Bērziņš (2011–2015)
  - Regierungschef:
    - Ministerpräsident Valdis Dombrovskis (2009–22. Januar 2014)
    - Ministerpräsidentin Laimdota Straujuma (22. Januar 2014–2016)
- Liechtenstein
  - Staatsoberhaupt: Fürst Hans-Adam II. (seit 1989)
    - Regent: Erbprinz Alois (seit 2004)

  - Regierungschef: Adrian Hasler (2013–2021)
- Litauen
  - Staatsoberhaupt: Präsidentin Dalia Grybauskaitė (2009–2019)
  - Regierungschef: Ministerpräsident Algirdas Butkevičius (2012–2016)
- Luxemburg
  - Staatsoberhaupt: Großherzog Henri (seit 2000) (1998–2000 Regent)
  - Regierungschef: Premierminister Xavier Bettel (2013–2023)
- Malta
  - Staatsoberhaupt:
    - Präsident George Abela (2009–4. April 2014)
    - Präsidentin Marie Louise Coleiro Preca (4. April 2014–2019)

  - Regierungschef: Premierminister Joseph Muscat (2013–2020)
- Isle of Man[1]
  - Staatsoberhaupt: Lord of Mann Elisabeth II. (1952–2022)
    - Vizegouverneur: Adam Wood (2011–2016)

  - Regierungschef: Premierminister Allan Bell (2011–2016)
- Mazedonien
  - Staatsoberhaupt: Präsident Gjorge Ivanov (2009–2019)
  - Regierungschef: Ministerpräsident Nikola Gruevski (2006–2016)
- Moldau
  - Staatsoberhaupt: Präsident Nicolae Timofti (2012–2016)
  - Regierungschef: Ministerpräsident Iurie Leancă (2013–2015)
  - Transnistrien (international nicht anerkannt)
    - Staatsoberhaupt: Präsident Jewgeni Wassiljewitsch Schewtschuk (2011–2016)
    - Regierungschef: Ministerpräsidentin Tatjana Turanskaja (2013–2015)
- Monaco
  - Staatsoberhaupt: Fürst: Albert II. (seit 2005)
  - Regierungschef: Staatsminister Michel Roger (2010–2016)
- Montenegro
  - Staatsoberhaupt: Präsident Filip Vujanović (2002–2003, 2003–2018) (1998–2003 Ministerpräsident)
  - Regierungschef: Ministerpräsident Milo Đukanović (1991–1998, 2003–2006, 2008–2010, 2012–2016) (1998–2002, 2018–2023 Präsident)
- Niederlande
  - Staatsoberhaupt: König Willem-Alexander (seit 2013)
  - Regierungschef: Ministerpräsident Mark Rutte (2010–2024)
  - Curaçao (Land des Königreichs der Niederlande)
    - Vertreter der niederländischen Regierung: Gouverneurin Lucille George-Wout (seit 2013)
    - Regierungschef: Ministerpräsident Ivar Asjes (2013–2015)

  - Sint Maarten (Land des Königreich der Niederlande)
    - Vertreter der niederländischen Regierung: Gouverneur Eugene Holiday (2010–2022)
    - Regierungschef:
      - Ministerpräsidentin Sarah Wescot-Williams (2010–19. Dezember 2014)
      - Ministerpräsident Marcel Gumbs (19. Dezember 2014–2015)

  - Aruba (Land des Königreich der Niederlande)
    - Vertreter der niederländischen Regierung: Gouverneur Fredis Refunjol (2004–2016)
    - Regierungschef: Ministerpräsident Mike Eman (2009–2017)
- Norwegen
  - Staatsoberhaupt: König Harald V. (seit 1991)
  - Regierungschef: Ministerpräsidentin Erna Solberg (2013–2021)
- Österreich
  - Staatsoberhaupt: Bundespräsident Heinz Fischer (2004–2016)
  - Regierungschef: Bundeskanzler Werner Faymann (2008–2016)
- Polen
  - Staatsoberhaupt: Präsident Bronisław Komorowski (2010–2015)
  - Regierungschef:
    - Ministerpräsident Donald Tusk (2007–22. September 2014, seit 2023)
    - Ministerpräsidentin Ewa Kopacz (22. September 2014–2015)
- Portugal
  - Staatsoberhaupt: Präsident Aníbal Cavaco Silva (2006–2016) (1985–1995 Ministerpräsident)
  - Regierungschef: Ministerpräsident Pedro Passos Coelho (2011–2015)
- Rumänien
  - Staatsoberhaupt:
    - Präsident Traian Băsescu (2004–21. Dezember 2014)
    - Präsident Klaus Johannis (21. Dezember 2014–2025)

  - Regierungschef: Ministerpräsident Victor Ponta (2012–2015)
- Russland
  - Staatsoberhaupt: Präsident Wladimir Putin (1999–2008, seit 2012) (1999–2000, 2008–2012 Ministerpräsident)
  - Regierungschef: Ministerpräsident Dmitri Medwedew (2012–2020) (2008–2012 Präsident)
- San Marino
  - Staatsoberhäupter: Capitani Reggenti:
    - Gian Carlo Capicchioni (2013–1. April 2014) und Anna Maria Muccioli (2013–1. April 2014)
    - Luca Beccari (1. April 2014–1. Oktober 2014) und Valeria Ciavatta (2003–2004, 1. April 2014–1. Oktober 2014)
    - Gian Franco Terenzi (1987–1988, 2000–2001, 2006, 1. Oktober 2014–2015) und Guerrino Zanotti (1. Oktober 2014–2015)

  - Regierungschef: Außenminister Pasquale Valentini (2012–2016)
- Schweden
  - Staatsoberhaupt: König Carl XVI. Gustaf (seit 1973)
  - Regierungschef:
    - Ministerpräsident Fredrik Reinfeldt (2006–3. Oktober 2014)
    - Ministerpräsident Stefan Löfven (3. Oktober 2014–2021)
- Schweiz[2]
  - Bundespräsident Didier Burkhalter (1. Januar 2014–31. Dezember 2014)
  - Bundesrat:
    - Doris Leuthard (2006–2018)
    - Eveline Widmer-Schlumpf (2008–2015)
    - Ueli Maurer (2009–2022)
    - Didier Burkhalter (2009–2017)
    - Johann Schneider-Ammann (2010–2018)
    - Simonetta Sommaruga (2010–2022)
    - Alain Berset (2012–2023)
- Serbien
  - Staatsoberhaupt: Präsident Tomislav Nikolić (2012–2017)
  - Regierungschef:
    - Ministerpräsident Ivica Dačić (2012–27. April 2014, 2017, 2024)
    - Ministerpräsident Aleksandar Vučić (27. April 2014–2017) (seit 2017 Präsident)
- Slowakei
  - Staatsoberhaupt:
    - Präsident Ivan Gašparovič (2004–15. Juni 2014)
    - Präsident Andrej Kiska (15. Juni 2014–2019)

  - Regierungschef: Ministerpräsident Robert Fico (2006–2010, 2012–2018, seit 2023)
- Slowenien
  - Staatsoberhaupt: Präsident Borut Pahor (2012–2022) (2008–2012 Ministerpräsident)
  - Regierungschef:
    - Ministerpräsidentin Alenka Bratušek (2013–18. September 2014)
    - Ministerpräsident Miro Cerar (18. September 2014–2018)
- Spanien
  - Staatsoberhaupt:
    - König Juan Carlos I. (1975–18. Juni 2014)
    - König Philipp VI. (seit 19. Juni 2014)

  - Regierungschef: Ministerpräsident Mariano Rajoy (2011–2018)
- Tschechien
  - Staatsoberhaupt: Präsident Miloš Zeman (2013–2023) (1998–2002 Ministerpräsident)
  - Regierungschef:
    - Ministerpräsident Jiří Rusnok (2013–29. Januar 2014)
    - Ministerpräsident Bohuslav Sobotka (29. Januar 2014–2017)
- Ukraine
  - Staatsoberhaupt:
    - Präsident Wiktor Janukowytsch (2010–22. Februar 2014) (2002–2005, 2006–2007 Ministerpräsident)
    - Präsident Oleksandr Turtschynow (23. Februar 2014–7. Juni 2014) (kommissarisch)
    - Präsident Petro Poroschenko (7. Juni 2014–2019)

  - Regierungschef:
    - Ministerpräsident Mykola Asarow (2004, 2005, 2010–28. Januar 2014)
    - Ministerpräsident Serhij Arbusow (28. Januar 2014–22. Februar 2014) (kommissarisch)
    - Ministerpräsident Arsenij Jazenjuk (22. Februar 2014–2016)
- Ungarn
  - Staatsoberhaupt: Präsident János Áder (2012–2022)
  - Regierungschef: Ministerpräsident Viktor Orbán (1998–2002, seit 2010)
- Vatikanstadt
  - Staatsoberhaupt: Papst Franziskus (2013–2025)
  - Regierungschef: Präsident des Governatorats Giuseppe Bertello (2011–2021)
- Vereinigtes Königreich
  - Staatsoberhaupt: Königin Elisabeth II. (1952–2022) (gekrönt 1953)
  - Regierungschef: Premierminister David Cameron (2010–2016)
- Belarus
  - Staatsoberhaupt: Präsident Aljaksandr Lukaschenka (seit 1994)
  - Regierungschef:
    - Ministerpräsident Michail Mjasnikowitsch (2010–27. Dezember 2014)
    - Ministerpräsident Andrej Kabjakou (27. Dezember 2014–2018)
- Republik Zypern
  - Staats- und Regierungschef: Präsident Nikos Anastasiadis (2013–2023)
  - Nordzypern (international nicht anerkannt)
    - Staatsoberhaupt: Präsident Derviş Eroğlu (2010–2015) (1985–1994, 1996–2004, 2009–2010 Ministerpräsident)
    - Regierungschef: Ministerpräsident Özkan Yorgancıoğlu (2013–2015)